# Wellington Koo
Koo Vi Kyuin ou Ku Wei-chün (29 de janeiro de 1888 - 14 de novembro de 1985), também conhecido pelo nome ocidental V.K. Wellington Koo, foi um notório diplomata da República da China, representante para a Conferência de Paz de Paris de 1919,  embaixador na França, Grã-Bretanha e nos Estados Unidos, participante da fundação da Liga das Nações e das Nações Unidas, e juiz na Corte Internacional de Justiça em Haia de 1957 a 1967. Entre outubro de 1926 e junho de 1927, enquanto servia como ministro das Relações Exteriores, Koo atuou brevemente e em simultâneo nos cargos de Premier e Presidente interino da República da China. Koo foi o primeiro e único chefe de Estado chinês conhecido por usar um nome ocidental publicamente.